# Das große Fest
Das große Fest ist ein Fernsehfilm von Frank Beyer aus dem Jahr 1992.

## Handlung
Kurz nach der Wende fährt Friedrich zum ehemaligen Hotel seiner Eltern an der Ostseeküste, welches in der DDR als FDGB-Ferienheim „Friedrich Engels“ betrieben wurde. Hier wird er bereits von seinem älteren Bruder Richard erwartet, denn gemeinsam sind sie die Erben des Hauses, das jetzt wieder privatisiert wurde. Der bisherige Direktor des Hauses und das Personal bereiten einen großen Empfang des Bruders aus dem Westen vor, weshalb der Saal ausgeschmückt wird und viele Einheimische mit bundesdeutschen Fahnen winken sollen. Doch Friedrich, der einst illegal die DDR verlassen hat und jetzt ein wohlhabender Mann ist, hat bereits seine eigenen Vorstellungen von der Zukunft des Hauses. Deshalb kommt er nicht allein, sondern bringt noch mehrere Geschäftsleute mit, die für ihn einige Grundstücke in der Nachbarschaft kaufen sollen und die sich auch gleich auf den Weg machen, denn der Besitz der Flächen ist Friedrichs Ziel. Der Rest der anreisenden Autokolonne besteht aus Straßenhändlern, die versuchen wollen, im Osten das große Geschäft zu machen. 
Um nicht sofort zu zeigen, dass er viel Geld besitzt, fährt er mit seiner, um einige Jahre jüngeren, Frau Johanna in einem VW Käfer am Hotel vor. Hier werden die beiden zuerst von dem Filmteam „Zick-Zack“ der EOS „Anna Seghers“ empfangen, die eine Chronik der Ereignisse drehen und bei allen wichtigen Vorgängen präsent sind. Doch dann geht es in den Saal, wo die beiden Brüder mit ihren Frauen, unter den Klängen einer Feuerwehrkapelle und von der Decke herabfallendem Putz aufeinander zuschreiten, bevor sie sich herzlich umarmen. Als die Fahnen von der Bühne verschwinden, bleibt nur noch der im Hotel tätige Hausmeister, mit einer großen DDR-Fahne zu der Melodie Brüder, zur Sonne, zur Freiheit schwenkend übrig, der natürlich umgehend entfernt wird. Der Tag endet mit Tanz und einem großen Trinkgelage.
Am nächsten Morgen zeigt Friedrich, dass er hier in Zukunft das Sagen haben will, indem er anordnet, den Festschmuck des Hauses zu verbrennen. In dem Direktor Viktor findet er sofort einen willigen Unterstützer. Da Richard andererseits schon lange vorhat Viktor zu entlassen, unterbreitet er diesem die Kündigung, bekommt aber dafür ein zu DDR-Zeiten heimlich mitgeschnittenes Tonbandprotokoll vorgespielt, welches den Aufnahmeantrag Richards in die SED wiedergibt. Sein Versuch, die Tonbandkassette zu vernichten ist zwecklos, da es nur eine Kopie ist. Viktor verlässt darauf als Sieger den Raum. Nun sucht Richard erst einmal die versteckten Mikrofone und schwört, dass er den ehemaligen Genossen Direktor fertig machen wird.
Friedrich erhält die Mitteilung, dass es bei dem wichtigsten Grundstück, welches er kaufen will und das den direkten Weg zur Ostsee sichert, Probleme gibt. Ein Unbekannter hat es ihm bereits weggekauft. Um die weiteren Maßnahmen festzulegen, werden seine Gehilfen ins Hotel bestellt, wo sie auch Quartier beziehen werden. Es folgt eine erste Besprechung Friedrichs mit ihnen im ehemaligen Büro des Direktors, in dem er die Richtlinien für den Umgang mit den ehemaligen DDR-Bürgern erklärt. Anschließend kommt er zur entscheidenden Frage, auf die es keine befriedigende Antwort gibt. Der Käufer des letzten Grundstücks ist unbekannt, soll aber aus dem Hotel kommen und das Grundbuch ist spurlos verschwunden. Seinen Bruder schließt Friedrich aus, da dieser eine geschäftliche Null ist. Er betont aber noch einmal, dass die vorgesehenen Projekte vergessen werden können, so lange das Gelände nicht ihm gehört. In einem Abhörraum hört Viktor das Gespräch mit, bis sein Angestellter Paul alle Geräte abschaltet und sich weigert, weiter zu spionieren.
Richard beschließt das Haus nach seinen persönlichen Vorstellungen zu renovieren und nimmt deshalb einen höheren Kredit auf. Seinen Bruder informiert er nicht vorher, da ihm klar ist, dass er von Friedrich dafür keine Unterstützung erwarten kann. In einem Gespräch mit dem Filmteam, während des Renovierens, redet Richard sich den Frust von der Seele, bist er fast zusammenbricht. Seine Frau verrät Johanna, dass sie und ihr Mann ihre ganze Kraft vergeblich über Jahrzehnte in das Haus gesteckt haben und sie es lieber sehen würde, wenn es nicht mehr da wäre. 
In dieser Zeit trifft sich Viktor mit Friedrich zu einem Gespräch, indem er ihm erklärt, Besitzer des gewünschten Grundstücks zu sein und auch zu wissen, wo sich das Grundbuch befindet. Friedrich holt eine Flasche Schnaps, schenkt einen ein und besteht darauf, dass er das Grundstück haben will. Doch Viktor macht dieses von den Ergebnissen der Absprache abhängig, wobei der sichere Job in der Zukunft im Vordergrund steht. Friedrich stellt fest, dass ihm sein Gegenüber nicht sympathisch ist, aber es ist nicht jedem gegeben, wo auch immer „Oben“ zu sein. Es muss also was dran sein an Viktor, was dieser bestätigt.
Nach der Renovierung wird das Haus für das große Eröffnungsfest zum jetzigen „Deutschen Haus“ hergerichtet. Im Saal ist eine Tafel festlich gedeckt, doch es erscheinen keine Gäste. Nur Johanna, Elisabeth und Richard sitzen am Tisch, während Friedrich und Viktor in der Stadt den Kaufvertrag abschließen. Auch die Einladung an die am Strand stehenden, neugierigen Bewohner des Ortes zu einer kostenlosen Feier findet keinen Zuspruch. Als Richard wieder allein an der unberührten Tafel sitzt, kommt Friedrich hinzu und erinnert ihn an dessen zwölften Geburtstag, zu dem er viele Schulkameraden eingeladen hatte und nur einer erschienen war. Doch dann will er darüber reden, was er mit dem Haus vorhat. Als Richard darauf besteht, auch Eigentümer zu sein und mitbestimmen zu können, weist ihn sein Bruder darauf hin, dass jeder von ihnen 1,5 Millionen für die Neugestaltung bringen muss und er Richards Anteil bereits verauslagt hat. Doch der besteht darauf, dass das Haus stehen bleibt, obwohl er die genannte Summe nie aufbringen kann. Es folgt ein heftiger Streit, der mit dem Abriss des ehemaligen Hotels endet.

## Produktion und Veröffentlichung
Die Produktionsfirma des Films war die Westdeutsche Universum-Film GmbH (Köln), die den Farbfilm im Auftrag von ZDF und Arte herstellte. Er wurde erstmals am 15. November 1992 durch das ZDF ausgestrahlt. 

## Kritik
In der Neuen Zeit vom 17. November 1992 meint Michael Hanisch, dass dieser holzschnittartige Film eventuell zwei Jahre zuvor sicherlich seine Berechtigung gehabt hätte, jetzt wirke er nur noch peinlich. Die zu bemitleidenden Darsteller haben nur Stereotypen darzustellen, die Klischees zu bedienen hätten. Das Buch besteht aus Schwarzweißmalerei, die selbst durch kleine Auflockerungen durch die Regie, nicht ausgeglichen wird. Die Thematik ist nicht neu, wurde aber schon besser wiedergegeben. Am meisten schmerzt Michael Harnisch, dass dieser Film in den DEFA-Studios von Frank Beyer hergestellt wurde.
Das Lexikon des internationalen Films stellt dagegen fest, dass der Film ein eindrucksvoll fotografierter Film sei, der die Problematik der Nachwendezeit aufgreift.